# Ringe, Grafschaft Bentheim
Ringe là một đô thị thuộc huyện Grafschaft Bentheim trong bang Niedersachsen, nước Đức. Đô thị Ringe, Bentheim có diện tích 35,32 km².